# Gregory Fu

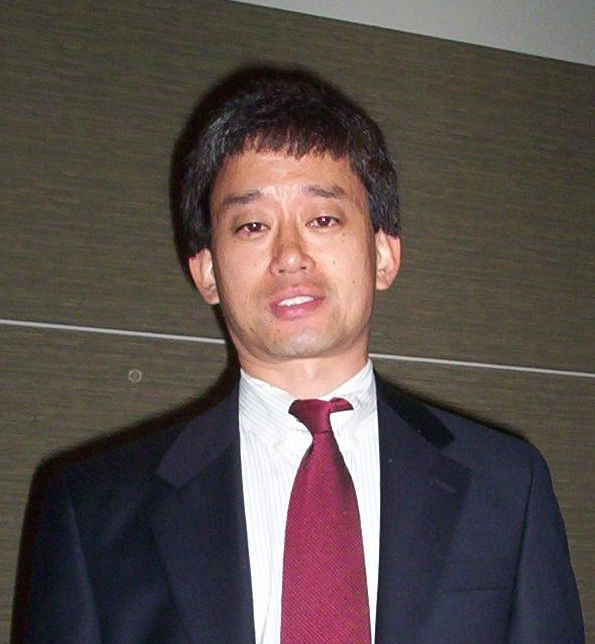
Gregory Fu (2007)

Gregory Chung-Wei Fu (* 1963 in Ohio) ist ein US-amerikanischer organischer Chemiker am California Institute of Technology (Caltech).
Fu erwarb 1985 bei dem späteren Nobelpreisträger K. Barry Sharpless am Massachusetts Institute of Technology (MIT) einen Bachelor und 1991 bei David Evans an der Harvard University einen Ph.D. mit der Arbeit The transition metal-catalyzed hydroboration reaction : synthetic applications and mechanistic studies. Als Postdoktorand arbeitete er bei dem späteren Nobelpreisträger Robert Howard Grubbs am California Institute of Technology. 1993 erhielt Fu am Massachusetts Institute of Technology eine erste Professur (Assistant Professor, 1998 Associate Professor) für Chemie, 1999 ebendort eine ordentliche Professur. 2012 wechselte er an das California Institute of Technology. Hier ist er (Stand 2023) Norman Chandler Professor of Chemistry.
Fu befasst sich mit der Entwicklung neuer Reagenzien und neuer Methoden zur Synthese organischer Moleküle. Er hat seinen Schwerpunkt auf der stereoselektiven Katalyse, insbesondere unter Einsatz von Übergangsmetallen, und dem vertieften Verständnis chemischer Reaktivität.
1997 wurde Fu Forschungsstipendiat der Alfred P. Sloan Foundation (Sloan Research Fellow). 2006 wurde er Fellow der American Association for the Advancement of Science, 2007 wurde er in die American Academy of Arts and Sciences gewählt und 2014 in die National Academy of Sciences. 2012 wurde er mit dem American Chemical Society Award for Creative Work in Synthetic Organic Chemistry ausgezeichnet, 2022 mit dem Ryōji-Noyori-Preis. Für 2026 wurde Fu der Arthur C. Cope Award zugesprochen. Er gehört zu den Herausgebern des Journal of the American Chemical Society.